# Loxley, South Yorkshire
Loxley (Locksley), är en ort i Sheffield, South Yorkshire i England. Robin Hood sägs ha kommit från Locksley.